# Formación La Bordolesa
La Formación La Bordolesa es una unidad litoestratigráfica del paleozoico inferior que aflora en el bloque de San Rafael, en el centro y este de la provincia de Mendoza, en la región cuyana de Argentina.

## Edad
La edad adoptada para la formación es la que surge de las muestras de tonalita, que analizadas mediante el método K/Ar dieron como resultado una edad de 452±8 Ma y 475±17 Ma, cifras que ubican al enfriamiento durante el Ordovícico y más precisamente durante el lapso Arenigiano-Caradociano, equivalente al lapso Floiense-Sandbiense.

## Antecedentes
El conjunto de rocas aflorantes en Loma Rodeo La Bordalesa corresponden a  kersantitas, spessartitas y tonalitas. Sin embargo, los estudios petrográficos indican que predominan dioritas, por lo que se propone el nombre de Diorita La Bordolesa para la formación.

## Litologia
Las rocas fueron clasificadas como pórfiro andesítico recristalizado, con textura porfírica, compuesto por fenocristales de plagioclasa (andesina) y de hornblenda, en una matriz felsítica, formada por cuarzo, feldespatos y mafitos.

## Distribución areal
La distribución areal de esta unidad es escasa y se la reconoce en dos afloramientos hallados en Rodeo de la Bordalesa.

## Ambiente
Es considerada parte de una secuencia ofiolítica normal, representante austral de la Faja Ofiolítica Famatiniana de la Precordillera y de la Cordillera Frontal.

## Relaciones estratigráficas
Este cuerpo intruye las metasedimentitas de la Formación La Horqueta con una marcada zona de enfriamiento en los bordes, donde aparentemente hay un ordenamiento linear de los minerales.